# Сморигинас, Костас
Костас Сморигинас (род. 22 апреля 1953, Каунас, Литовская ССР) — советский и литовский актёр. Лауреат Государственной премии СССР  (1987),  Национальной премии Литвы по культуре и искусству (2001).

## Биография
Костас Сморигинас родился 22 апреля 1953 года в Каунасе, Литовская ССР.
В 1975 году окончил Литовскую консерваторию. Работал в Вильнюсском драматическом театре под руководством Э. Някрошюса. Первый фильм с его участием вышел на экраны в 1976 году. Известен по сериалу Николай Вавилов, который вышел в 1990 году и в котором он исполнил главную роль советского генетика-селекционера Николая Ивановича Вавилова.
В настоящее время является актёром Молодёжного театра Литвы (Вильнюс).

## Фильмография
- 2014 — Любовь как луна Meilė kaip mėnulis — Валюс
- 2013 — Тихая ночь Tyli naktis — Ричардас
- 2010 — Ночной таверны огонёк — Одиссей
- 2008 — Прощание — корабельный врач
- 2008 — Потери — Бен
- 2008 — Ненужные люди (Nereikalingi žmonės)
- 2008 — Тайны дворцовых переворотов
- 2007 — Шёпот греха — Го
- 2006 — Анастасия — Штурмакевичюс
- 2004 — Тёмная ночь — отец Саши
- 2003 — Литовский транзит — «Боцман»
- 2000 — Эльза из Гилии — Юргайтис
- 1992 — Зверь, выходящий из моря — Трофим
- 1990 — Николай Вавилов — Николай Иванович Вавилов
- 1989 — День рыбы
- 1988 — Час полнолуния — слуга-горбун
- 1987 — Цирк приехал — следователь
- 1987 — Стечение обстоятельств — Роланд
- 1987 — Вечное сияние — Зигмас
- 1986 — Игра хамелеона — эпизод
- 1984 — Кто сильнее его — Василь
- 1983 — Исповедь его жены — Юодис
- 1983 — Женщина и четверо её мужчин — бродяга
- 1983 — Богач, бедняк — Доминик Джозеф Агостино
- 1982 — Извините, пожалуйста — Йонас Кондротас
- 1980 — Родила меня мать счастливым… — Павел Платонович, учитель
- 1980 — Путешествие в рай
- 1980 — Чёртово семя — Ёнис
- 1978 — Маркиз и пастушка — французский лётчик
- 1978 — Не буду гангстером, дорогая — «Малыш» Бреди
- 1977 — Ореховый хлеб — «Мышонок»
- 1976 — Венок из дубовых листьев — Адомелис «Цыган»

## Озвучивание
- 1989 — 1992- Спрут / La Piovra — Антонио Эспиноса

## Награды
- Кавалер ордена «За заслуги перед Литвой» (2007)[1].
- Национальная премия Литвы по культуре и искусству (2001).
- Государственная премия СССР (1987).

## Источник
- Kostas Smoriginas, Tarybų Lietuvos enciklopedija, Vilnius, Vyriausioji enciklopedijų redakcija, 1988, т. 4, стр. 49